# 夕森公園
夕森公園（ゆうもりこうえん）は、岐阜県中津川市川上（かわうえ）にある渓谷（夕森渓谷）に整備された公園。木曽川支流、川上川に位置する。

## 概要
1960年に旧川上村が夕森渓谷に整備した公園である。岐阜県の裏木曽県立自然公園に含まれる。
五つの滝（竜神の滝・忘鱗の滝・銅穴の滝・アゼ滝・一つ滝）があり、滝巡りのハイキングが楽しめる。また、キャンプ場が2か所あり、バンガローが、ふれあいゾーンに45棟、竜神ゾーン・国設ゾーンに74棟ある。
木曽桧の産地でもとは紅葉の名所ではなかったが、1980年代後半に秋にも観光客に来てもらえるようモミジが植えられるようになった。2020年までに植樹された苗木は1万5千本以上である。例年11月初旬から『夕森もみじまつり』が開催される。
マス釣り場があり、釣ったマスを食べることができる。営業期間は4月初旬から11月初旬まで。

## 夕森森林スポーツ林
川上川を中心に国設野営場が開設されており、民有林と共にキャンプ、ハイキング、釣り等、森林スポーツの場となっている。

## 夕森風致探勝林
川上川沿いの木曽ヒノキ、ヒバ、コウヤマキ等の森林と水触によりホールが形成された河川や滝等が得意な自然景観を呈している。

## 交通アクセス
- JR東海中央本線坂下駅から北恵那交通の夕森公園口バス停で下車。
- 中央自動車道中津川インターチェンジから国道257号を経由し、岐阜県道411号裏木曽公園線の上部の夕森公園に駐車場。